# Leonard Sanftenschneider
Leonard Sanftenschneider (* 28. März 1997 in Herne, Deutschland) ist ein deutscher Drehbuchautor und Filmemacher.

## Werdegang
Sanftenschneider wuchs im Ruhrgebiet auf. Er ist der Sohn des Bochumer Comedians Helmut Sanftenschneider und der Unternehmerin Iris Sanftenschneider (geb. Rumberg), Bruder der Sängerin Sophie Sanftenschneider und Großneffe des Historikers und Gewerkschafters Willy Buschak.
Bereits mit 13 Jahren stand er vor der Kamera und spielte eine Nebenrolle in der ARD‑Reihe Verrückt nach Meer. Während seiner Schulzeit verbrachte er einige Auslandsmonate am Abbey College bei Oxford (UK). Von 2017 bis 2019 studierte er Filmproduktion an der SAE Bochum.
Nach dem Studium konzentrierte sich Sanftenschneider auf eigene Stoffe. Sein Werk zeichnet sich durch Genre‑Vielfalt von Action‑Thriller bis Comedy‑Horror aus. 2022 wurde er für den Nachwuchs‑Drehbuchpreis des FernsehKrimi‑Festivals Wiesbaden nominiert. Mit dem Drehbuch zu Eine gute Mutter und seiner Regie-Arbeit für den Comedy-Western Für eine Handvoll Witze gewann er 2025 zahlreiche Preise und Nominierungen (u. a. PARADISE, Asian Independent Film Festival, Houston Comedyfilm Festival, Austin Actionfilmfest).
Neben seiner Tätigkeit als Autor und Regisseur arbeitet Sanftenschneider in weiteren Filmdepartments, u. a. als Cutter, Synchronsprecher, Darsteller, Stunt‑Performer und in der Verkehrssicherung bei großen Serien‑ und Kinoproduktionen (Babylon Berlin, Cassandra, Der Buchspazierer). Seit 2024 ist er auch der Moderator und (zusammen mit Priska Heynert) Erfinder der Dortmunder Open-Stage Mix-Show Wundertüte.

## Filmografie (Auswahl)
| Jahr      | Film                               | Genre/Format                               | Anmerkungen                           |
| --------- | ---------------------------------- | ------------------------------------------ | ------------------------------------- |
| 2019      | Caravaggio                         | Historischer Abenteuerfilm / Kurzspielfilm | Regie, Drehbuch                       |
| 2020–2021 | Ruhrkultur Live                    | Late-Night Webshow                         | Regie, Drehbuch, Produktion (Sketche) |
| 2021      | The Evil Sauna                     | Comedy‑Horror / Kurzspielfilm              | Regie, Drehbuch                       |
| 2021      | Ruhrkultur Live: Christmas Special | Weihnachtskomödie/Kurzspielfilm            | Regie, Drehbuch                       |
| 2022      | Artheus                            | Fantasy / Kurzspielfilm                    | Drehbuch, VFX                         |
| 2025      | Für eine Handvoll Witze            | Comedy‑Western / Kurzspielfilm             | Regie, Drehbuch, VFX                  |
| TBA       | Eine gute Mutter                   | Action-Thriller/Mittellanger-Spielfilm     | Drehbuch                              |

## Weitere Tätigkeiten (Auswahl)
- Babylon Berlin (2025) – Verkehrssicherung
- Der letzte Bulle (Amazon Prime‑Serie, 2025) – Verkehrssicherung
- Searching David (Satire‑Dokumentarfilm, 2024) – Schnitt
- Wenn wir dann noch leben (Kurzspielfilm, 2024) – Darsteller
- Bier im Bart (Kurzspielfilm, 2024) – Stunts

- Schwarzer Regen (Kurzspielfilm, 2016) – Script Department

## Auszeichnungen (Auswahl)
- 2025: Bester Comedy Kurzfilm (Finalist), Houston Comedy Filmfestival für Für eine Handvoll Witze[5]
- 2025: Bester Comedy Kurzfilm (Semi-Finalist), Cinemaniacs Genre-Filmfestival für Für eine Handvoll Witze
- 2025: Bestes Kurzfilm‑Drehbuch (Award), Festival PARADISE für Eine gute Mutter
- 2025: Bestes Kurzfilm‑Drehbuch (Finalist), Asian Independent Film Festival für Eine gute Mutter[6]
- 2025: Bestes Kurzfilm‑Drehbuch (Finalist), Actionfilmfestival Austin, Texas für Eine gute Mutter
- 2025: Bestes Kurzfilm‑Drehbuch (Semi-Finalist), PlanetCinema NYC für Eine gute Mutter
- 2022: Drehbuch‑Nachwuchspreis (Nominierung), Deutsches Fernsehkrimi‑Festival Wiesbaden für Das System